# Blanfordimys bucharensis
Blanfordimys bucharicus là một loài động vật có vú trong họ Cricetidae, bộ Gặm nhấm. Loài này được Vinogradov mô tả năm 1930.